# 아사다 지로
아사다 지로(浅田 次郎, 1951년 12월 13일 ~)는 일본의 소설가이다. 본명은 이와토 고지로(岩戸 康次郎)이다.
자위대 제대 후 다양한 일을 하며 투고 생활 하다가. 1991년 《빼앗기고 참는가》로 데뷔했다. 《지하철》로 요시카와 에이지 문학 신인상, 《철도원》으로 나오키상을 수상했다.

## 주요 작품 목록
원제와 번역판 제목이 다른 경우 괄호 안에 원제를 표시했다.
- 프리즌 호텔 시리즈
  - 1993년 《프리즌 호텔 여름》
  - 1994년 《프리즌 호텔 가을》
  - 1995년 《프리즌 호텔 겨울》
  - 1997년 《프리즌 호텔 봄》
- 1994년 《지하철》 (地下鉄に乗って 지하철을 타고[*])
- 1997년 《철도원》
- 1999년 《셰헤라자드》
- 2000년 《칼에 지다》 (壬生義士伝)
- 2002년 《쓰바키야마 과장의 7일간》

## 기타
- 본인의 첫 장편소설인 《지하철》(한국 번역 당시 제목 《천국까지 100마일》)은 2000년 MBC 베스트극장 400회 특집 <천국까지 100마일>로 드라마화되었다.[1]